# 允井渡口
24°02′10″N 97°58′43″E / 24.03608°N 97.97866°E
允井渡口，是中华人民共和国云南省德宏州瑞丽市姐勒乡允井的一个中缅边境渡口，通跨瑞丽江，后被取缔。

## 特点
允井渡口位于瑞丽市姐勒乡芒令村南允井，位于瑞丽江西侧。最初为竹筏摆渡。1970年后，改为木船摆渡。1997年，设有机动船横渡。是中国云南瑞丽允井寨至缅甸蓝双寨的水上通道。随着姐告口岸和畹町口岸的兴起，允井渡口逐渐丧失功能。2020年2月28日，瑞丽市人民政府颁布公告，对渡口渡船进行整改，取缔19个渡口，其中包括允井渡口。